# Blacksmith Records
Blacksmith Records es una empresa de gestión musical y sello discográfico fundado por Corey Smyth, nacido en Harlem, y Talib Kweli de Black Star.
Los artistas firmados por el sello incluyen a Jean Grae, Strong Arm Steady, Vince Staples e Idle Warship. Kweli ha declarado que espera fichar a Camp Lo y también ha expresado interés en fichar a Rakim.
Talib Kweli anunció que habrá un 'BlackSmith TV' donde la gente obtendrá información sobre la etiqueta.
El sello se distribuyó originalmente a través de Warner Bros. Records, pero se separó en diciembre de 2008. Talib confirmó a AllHipHop que Warner Bros seguiría distribuyendo los proyectos Reflection Eternal y Talib Kweli, pero no otros actos de Blacksmith.
Ahora se cree que el sello tiene distribución a través de Element 9/Fontana y se dice que el último proyecto de Strong Arm Steady y el próximo álbum debut de Idle Warship tienen distribución a través de ellos. A partir de 2012, la etiqueta ya no existe y se disolvió después de que el gerente de Kweli decidiera enfocar la marca Blacksmith en otra parte en lugar de la etiqueta. Blacksmith es actualmente el hogar de artistas como Chad Hugo y Vince Staples, entre otros.

## Artistas
- Jean Grae
- Talib Kweli
- Vince Staples

## Lanzamientos
- Jeanius (2008)